# Cratere Scheiner
Scheiner è un grande cratere lunare di 110,07 km situato nella parte sud-occidentale della faccia visibile della Luna.